# Saskia Uylenburgh

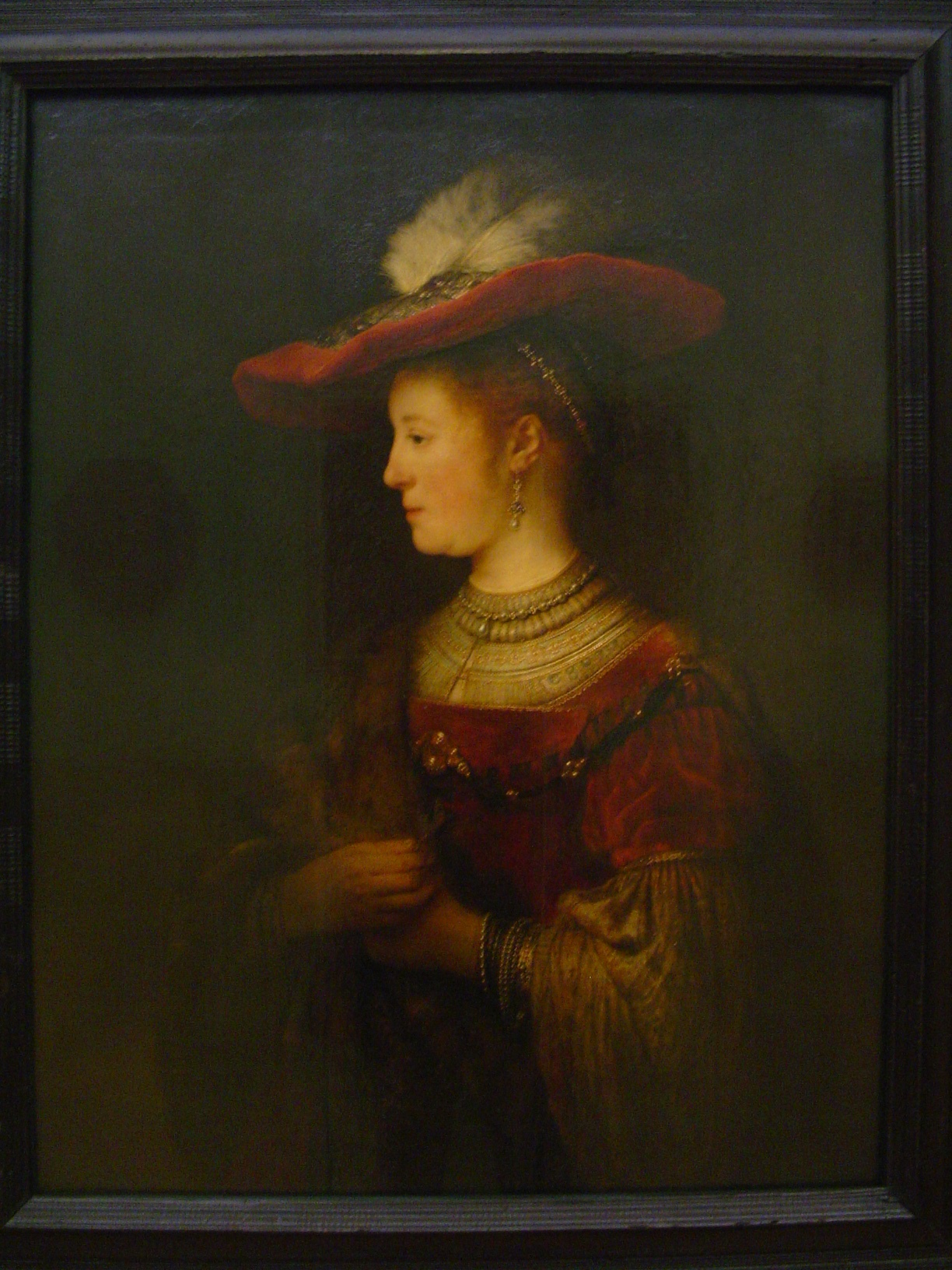
Saskia van Uylenburgh (Gemäldegalerie, Staatliche Museen, Kassel)

Saskia (van) Uylenburgh, född 2 augusti 1612 i Leeuwarden, död 14 juni 1642 i Amsterdam, var den nederländske målaren Rembrandts hustru. Paret fick fyra barn, varav sonen Titus levde till vuxen ålder.

## Biografi
Saskia van Uylenburgh var dotter till advokaten Rombertus van Uylenburgh och Sjoukje Ozinga. Hon var yngsta barnet av åtta i en välbärgad familj. Fadern blev borgmästare i Leeuwarden 1584 och vid samma tid även delegat för provinsen Friesland. Samma år kallades han till förhör i Delft med anledning av att han bevittnat mordet på prins Vilhelm I av Oranien. När Saskia var sju år, 1619, miste hon sin mor, och 1624 blev hon och hennes syskon faderlösa. Tillsammans med brodern Gert och systern Titia flyttade hon till systern Hiskije som bodde i Sint Annaparochie, en stor by i Friesland.
Som vuxen lärde Saskia känna konstnären Rembrandt genom sin kusin Hendrick van Uylenburgh, som var målare och konsthandlare i Amsterdam och som investerade i Rembrandts verksamhet. Därför flyttade Rembrandt 1632 till Amsterdam, som var centrum för handel och kultur i Holland. Han flyttade in på Breestraat vid Sint Anthoniesluis (Anthonieslussen) i Amsterdam. Van Uylenburgh ordnade med bostad och ateljé åt honom.

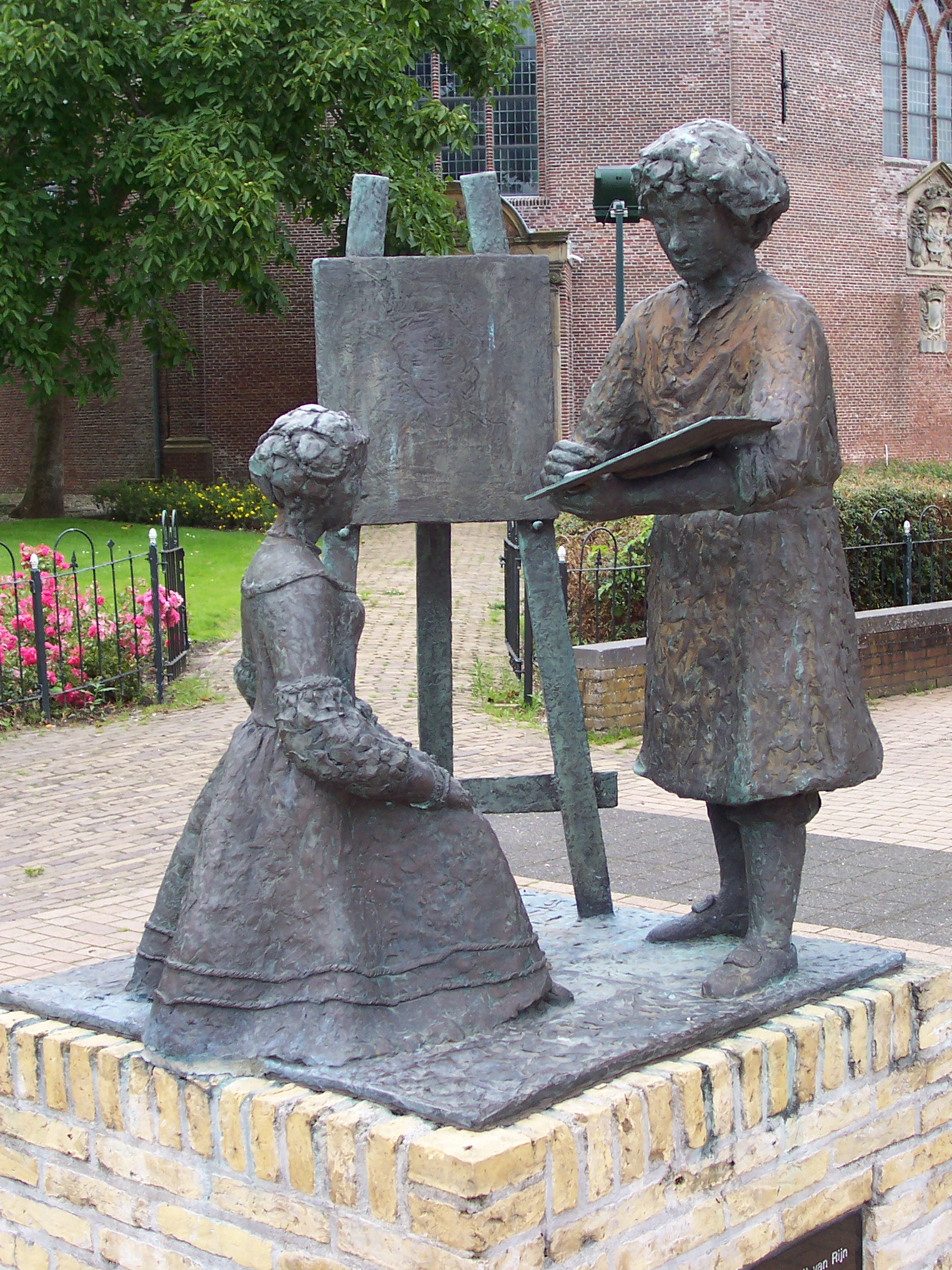
En bronsstaty av Saskia van Uylenburgh och hennes make konstnären Rembrandt står utanför sin bröllopskyrka Van Harenskerk i Sint Annaparochie. Statyn är utförd av Suze Boschma-Berkhout (1989).

Vid 21 års ålder, den 8 juni 1633, förlovade sig Saskia med den 27-årige Rembrandt. Tre dagar efteråt gjorde Rembrandt den numera välkända silverstiftsteckningen av Saskia med hatt och blommor. Den 10 juni 1634 undertecknande han deras lysningshandling i Oude Kerk (Gamla kyrkan) i Amsterdam. För Saskias räkning undertecknades papperet av hennes släkting pastor Sylvius. Vigseln skedde den 22 juni 1634 i kyrkan Van Harenskerk i Sint Annaparochie i Het Bildt i Friesland. Idag finns en bronsstaty på platsen som påminner om detta. Året efter giftermålet med Rembrandt blev Saskias svåger, den polske professorn Johannes Maccovius, änkeman. Då lät Saskia honom periodvis bo i sitt hushåll.

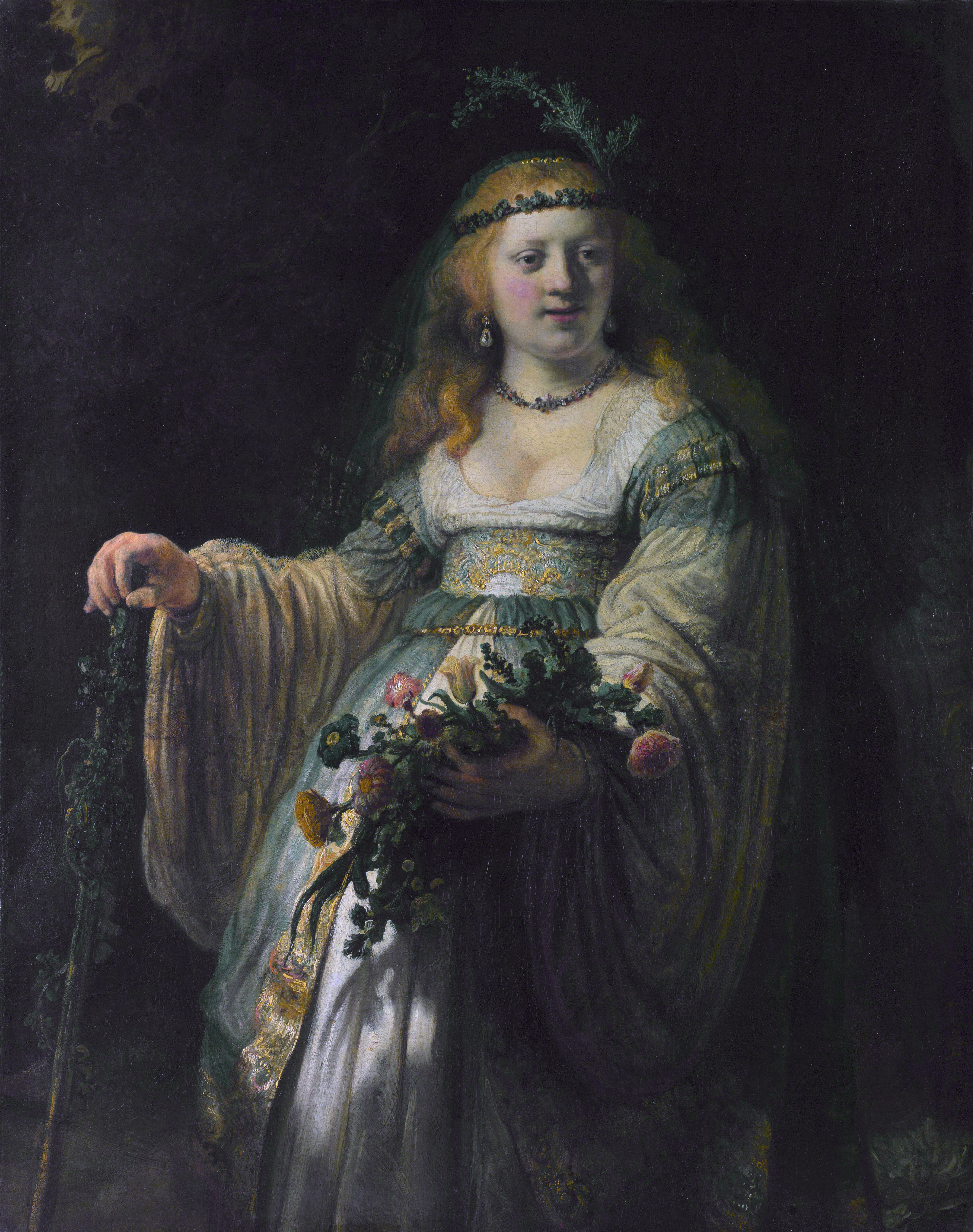
Flora, vilket förmodas vara ett porträtt av Saskia. Oljemålning av Rembrandt 1635. National Gallery, London.

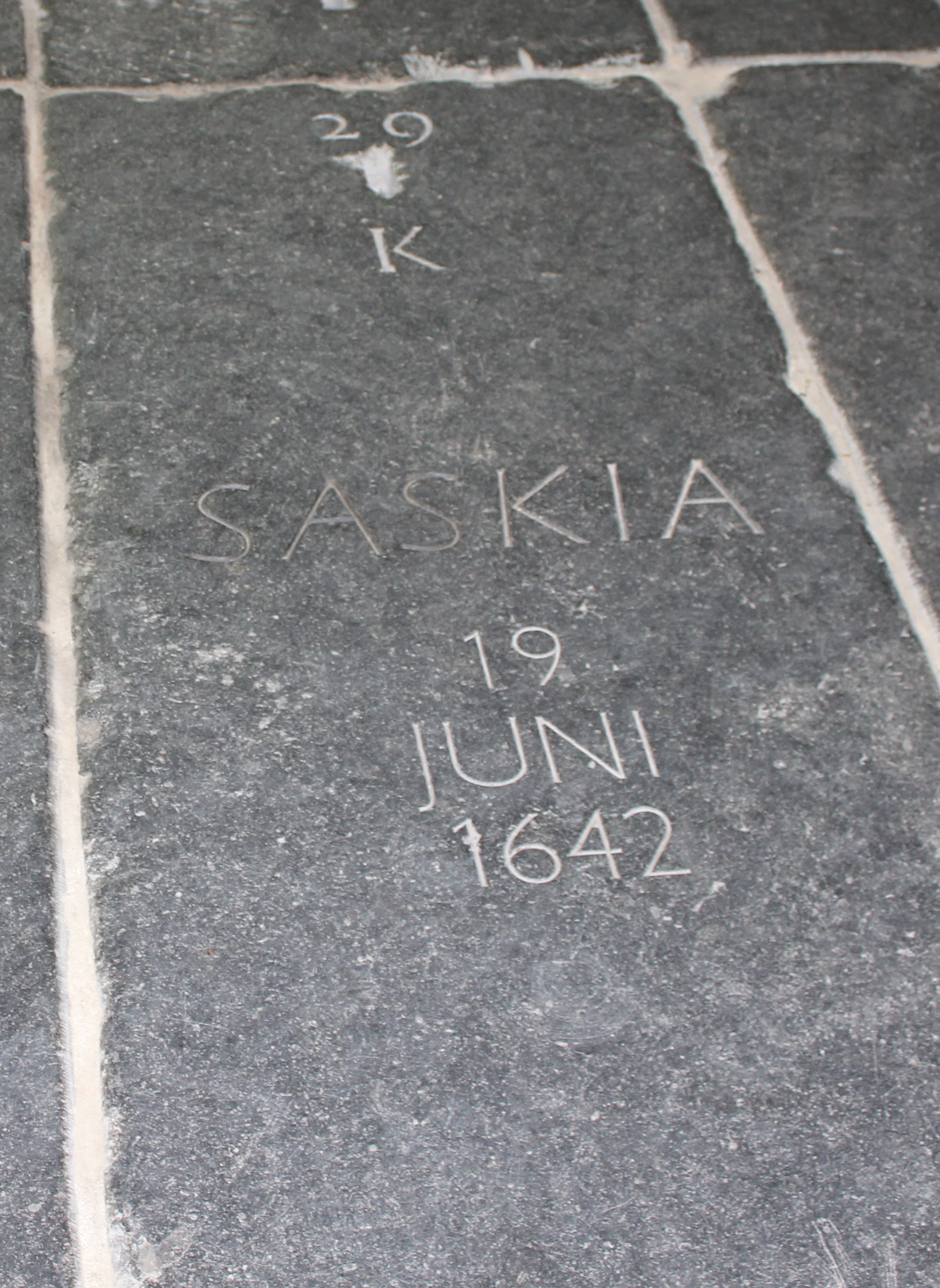
Saskia van Uylenburghs gravsten i Oude Kerk i Amsterdam. Saskia avled den 14 juni 1642 och gravsattes den 19 juni samma år.

Två år efter giftermålet blev Saskia gravid. Sonen Rombertus dog emellertid bara två månader gammal. År 1638 kom dottern Cornelia, som dog efter några veckor. 1640 föddes det tredje barnet, vilket dog året därpå. Sonen Titus van Rijn föddes 1641 och var parets enda barn som nådde vuxen ålder, men blev blott 27 år gammal. Den 14 juni 1642 avled Saskia, sannolikt i tuberkulos, då Titus bara var årsgammal. Hon begravdes i Oude Kerk i Amsterdam den 19 juni 1642. Rembrandt hade vid tiden just färdigställt sitt kanske mest berömda verk, Nattvakten.

## Eftermäle
Nedslagskratern Saskia på planeten Venus och asteroiden 461 Saskia är uppkallade efter henne.

## Galleri

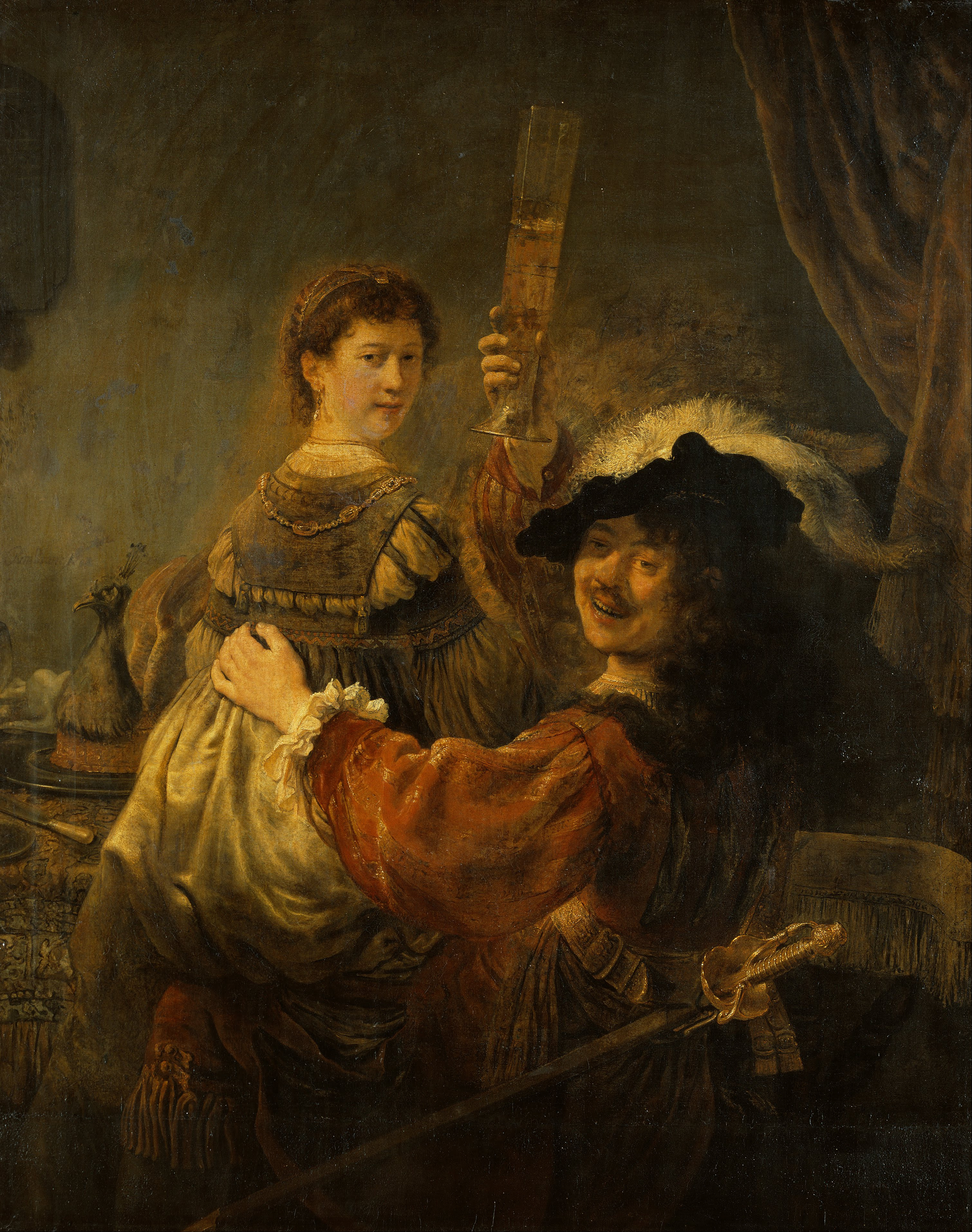
Saskia van Uylenburgh med sin make Rembrandt. Den förlorade sonen i tavernan. Oljemålning av Rembrandt cirka 1635. Gemäldegalerie Alte Meister, Dresden.
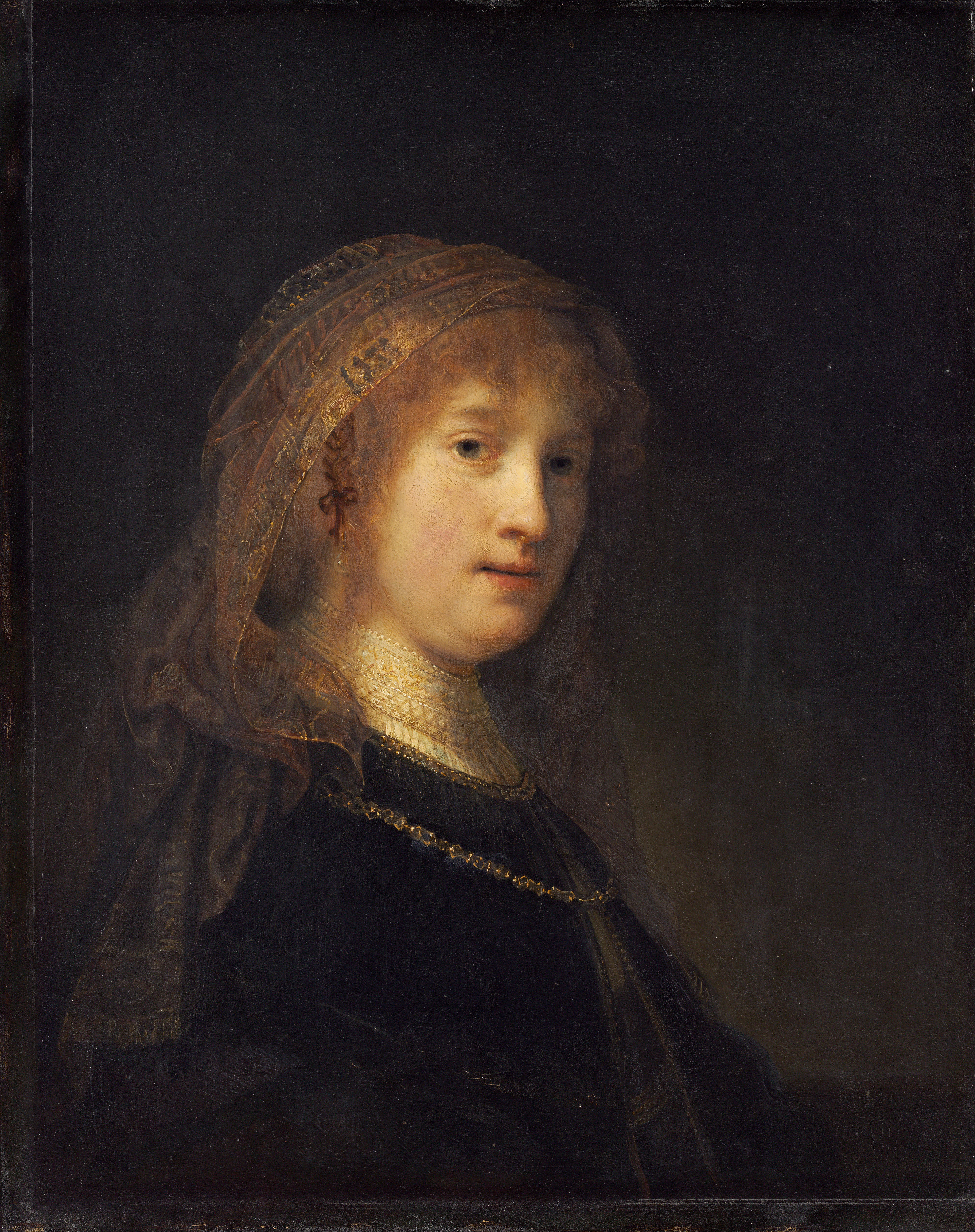
Saskia van Uylenburgh 1635, oljemålning av Rembrandt omkring 1635, påbörjad 1634/1635 och avslutad 1638/1640. National Gallery of Art, Washington D.C., USA.
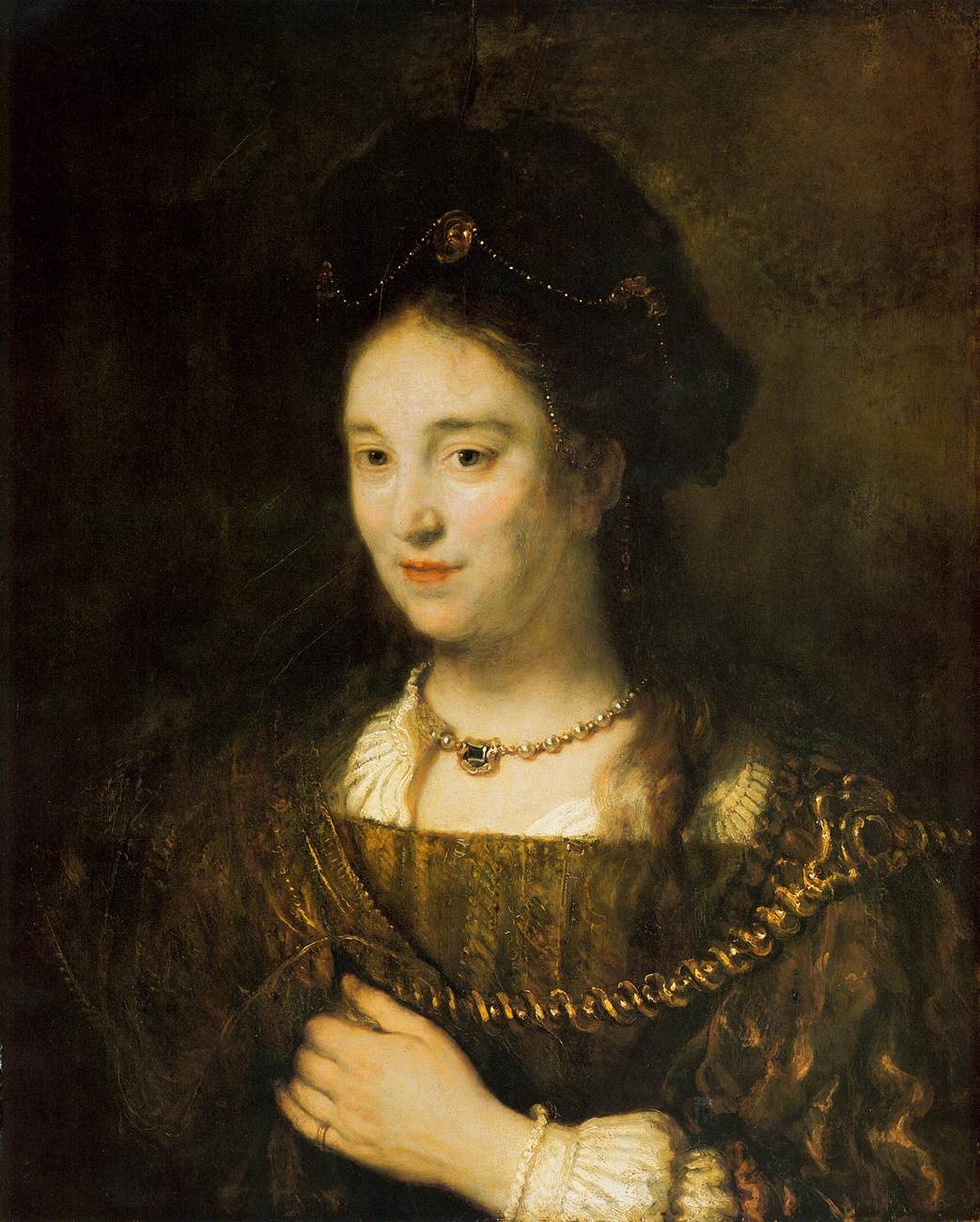
Saskia van Uylenburgh. Oljemålning av Rembrandt 1643. Staatliche Museen, Berlin.
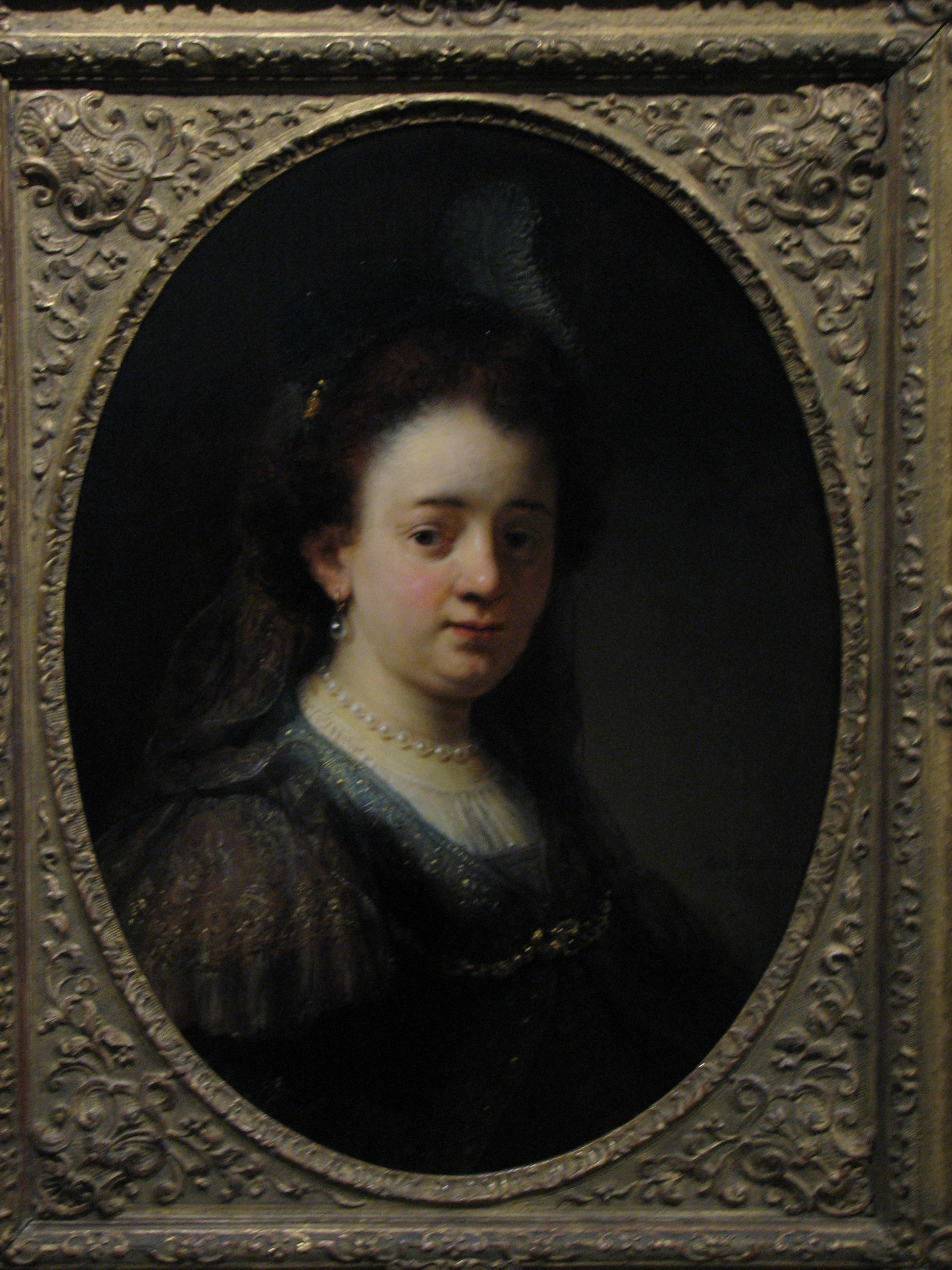
Saskia avporträtterad av sin make Rembrandt (Fries Museum, Leeuwarden)